# Mae Young Classic
O Mae Young Classic foi um torneio feminino de luta livre profissional produzido pela WWE e transmitido pela WWE Network para lutadoras. As gravações ocorreram em duas datas diferentes: 13 e 14 de julho de 2017. Kairi Sane derrotou Shayna Baszler para vencer o torneio.

## História
Em 1 de abril de 2017, durante uma conferência, o Vice-Presidente de Talento, Eventos ao Vivo e Criação Triple H e a a Chefe de Marca Stephanie McMahon anunciaram a criação de um torneio feminino envolvendo 32 lutadoras de 17 países (apenas 13 foram representados, ao final) a ser exibido na WWE Network durante o verão de 2017 dos Estados Unidos. Em 23 de maio, por sua conta no Twitter, Triple H anunciou que o torneio teria o nome de "Mae Young Classic" em homenagem à lutadora Mae Young, falecida em 2014. Em 26 de junho, a WWE anunciou que o torneio seria dividido em nove episódios: os primeiros quatro seriam disponibilizados sob demanda na WWE Network a partir de 28 de agosto, os quatro seguintes a partir de 4 de setembro e a final ao vivo aconteceria em Las Vegas, em 12 de setembro. Anunciou, também, que Jim Ross e Lita seriam os comentaristas do torneio. Alundra Blayze anunciou por sua conta no Instagram em 8 de julho que também faria parte da equipe de transmissão.

## Participantes
As primeiras quatro participantes foram anunciadas em 16 de junho de 2017, pelo website oficial da WWE. Lacey Evans e Sarah Logan, ambas contratadas do WWE NXT, território de desenvolvimento de lutadores da WWE; a então Campeã Feminina da promoção inglesa Progress Wrestling, Toni Storm, da Nova Zelândia; e a então Campeã Nacional Mexicana da promoção mexicana Consejo Mundial de Lucha Libre (CMLL), Princesa Sugehit. Na semana seguinte, foram anunciadas mais cinco competidoras: a indiana Kavita Devi, treinada por The Great Khali; Tessa Blanchard, lutadora de terceira geração, que já lutou no NXT; a judoca brasileira Taynara Conti, do NXT; a lutadora alemã Jabby Gabert; e Abbey Laith, lutadora do NXT e ex-Campeã da Chikara. Pelo Twitter, a WWE anunciou a lutadora neozelandesa Dakota Kai como uma competidora em 29 de junho. Durante um evento da WWE no Japão, Kairi Sane anunciou sua participação em 30 de junho. A escocesa Piper Niven foi anunciada no mesmo dia. Bianca Belair derrotou Aliyah no NXT para se qualificar para o torneio. Em 6 de julho, a WWE anunciou a australiana ex-Campeã Feminina da Riot City Wrestling Rhea Ripley e a ex-lutadora da Impact Wrestling Sage Beckett como participantes. As demais participantes foram anunciadas durante as gravações do programa.
| Lutadora          | País                                  | Notas                                              |
| ----------------- | ------------------------------------- | -------------------------------------------------- |
| Toni Storm        | Nova Zelândia                         | Anunciadas em 16 de junho.                         |
| Lacey Evans       | Estados Unidos                        | Anunciadas em 16 de junho.                         |
| Sarah Logan       | Estados Unidos                        | Anunciadas em 16 de junho.                         |
| Princesa Sugehit  | México                                | Anunciadas em 16 de junho.                         |
| Kavita Devi       | Índia                                 | Anunciadas em 22 de junho                          |
| Tessa Blanchard   | Estados Unidos                        | Anunciadas em 22 de junho                          |
| Taynara Conti     | Brasil                                | Anunciadas em 22 de junho                          |
| Jazzy Gabert      | Alemanha                              | Anunciadas em 22 de junho                          |
| Abbey Laith       | Estados Unidos                        | Anunciadas em 22 de junho                          |
| Dakota Kai        | Nova Zelândia                         | Anunciada em 29 de junho                           |
| Kairi Hojo        | Japão                                 | Anunciou sua participação em 30 de junho           |
| Piper Niven       | Escócia                               | Anunciada em 30 de junho                           |
| Bianca Belair     | Estados Unidos                        | Venceu luta qualificatória em 24 de junho          |
| Rhea Ripley       | Austrália                             | Anunciadas em 6 de julho                           |
| Sage Beckett      | Estados Unidos                        | Anunciadas em 6 de julho                           |
| Kay Lee Ray       | Escócia                               | Anunciadas nas gravações do torneio em 13 de julho |
| Ayesha Raymond    | Reino Unido                           | Anunciadas nas gravações do torneio em 13 de julho |
| Candice LeRae     | Estados Unidos                        | Anunciadas nas gravações do torneio em 13 de julho |
| Serena Deeb       | Estados Unidos                        | Anunciadas nas gravações do torneio em 13 de julho |
| Xia Li            | China                                 | Anunciadas nas gravações do torneio em 13 de julho |
| Rachael Evers     | Estados Unidos                        | Anunciadas nas gravações do torneio em 13 de julho |
| Marti Belle       | Estados Unidos · República Dominicana | Anunciadas nas gravações do torneio em 13 de julho |
| Santana Garrett   | Estados Unidos                        | Anunciadas nas gravações do torneio em 13 de julho |
| Nicole Savoy      | Estados Unidos                        | Anunciadas nas gravações do torneio em 13 de julho |
| Mia Yim           | Estados Unidos · Coreia do Sul        | Anunciadas nas gravações do torneio em 13 de julho |
| Reina Gonzales    | Estados Unidos                        | Anunciadas nas gravações do torneio em 13 de julho |
| Shayna Baszler    | Estados Unidos                        | Anunciadas nas gravações do torneio em 13 de julho |
| Zeda              | Estados Unidos · China                | Anunciadas nas gravações do torneio em 13 de julho |
| Miranda Salinas   | Estados Unidos                        | Anunciadas nas gravações do torneio em 13 de julho |
| Renee Michelle    | Estados Unidos                        | Anunciadas nas gravações do torneio em 13 de julho |
| Mercedes Martinez | Estados Unidos                        | Anunciadas nas gravações do torneio em 13 de julho |